# Підмосковна (станція)
Підмоско́вна (рос. Подмосковная) — вузлова залізнична станція Ризького напрямку Московської залізниці у Москві. Входить до Московсько-Смоленського центру організації роботи залізничних станцій ДЦС-3 Московської дирекції управління рухом. За основним характером роботи є дільничною, за обсягом роботи віднесена до 1 класу.
До станції також примикають:
- Паровозне депо Підмосковна з музейно-виробничим комплексом
- Моторвагонне депо Підмосковна для обслуговування швидкісних поїздів «Сапсан» та «Ластівка»
- Цех ФТЧЕ-69 Підмосковна — філія експлуатаційного локомотивного депо ТЧЕ-18 ім. Ілліча

Станція і депо розташовані в районі «Аеропорт» поруч з метро Сокіл.

## Історія станції
Станція і паровозне депо при ній побудовані в 1901 році в рамках будівництва Віндавської залізниці (наразі Ризький напрямок МЗ). До відкриття руху по залізниці було споруджено паровозне депо віяльного типу з поворотним кругом і водокачка з вугільним складом для екіпіровки паровозів. Від цієї станції відправлялися поїзди до відкриття Віндавського вокзалу у вересні 1901 року, перший поїзд вирушив 2 липня 1901 року.
В 1938 році на станції була побудована з'єднувальна колія зі споруджуваним електродепо «Сокіл», через який Московський метрополітен став отримувати вагони із заводу.
До відкриття платформи Червоний Балтієць в 1945 році пасажирський рух здійснювався через станцію. Приблизно з того ж року потрапити на платформу Червоний Балтієць можна по пішохідному мосту, що проходить над коліями станції.
У 1940-і роки станція була найбільшою сортувальної станцією Московського залізничного вузла.

## Підприємства та інфраструктура станції

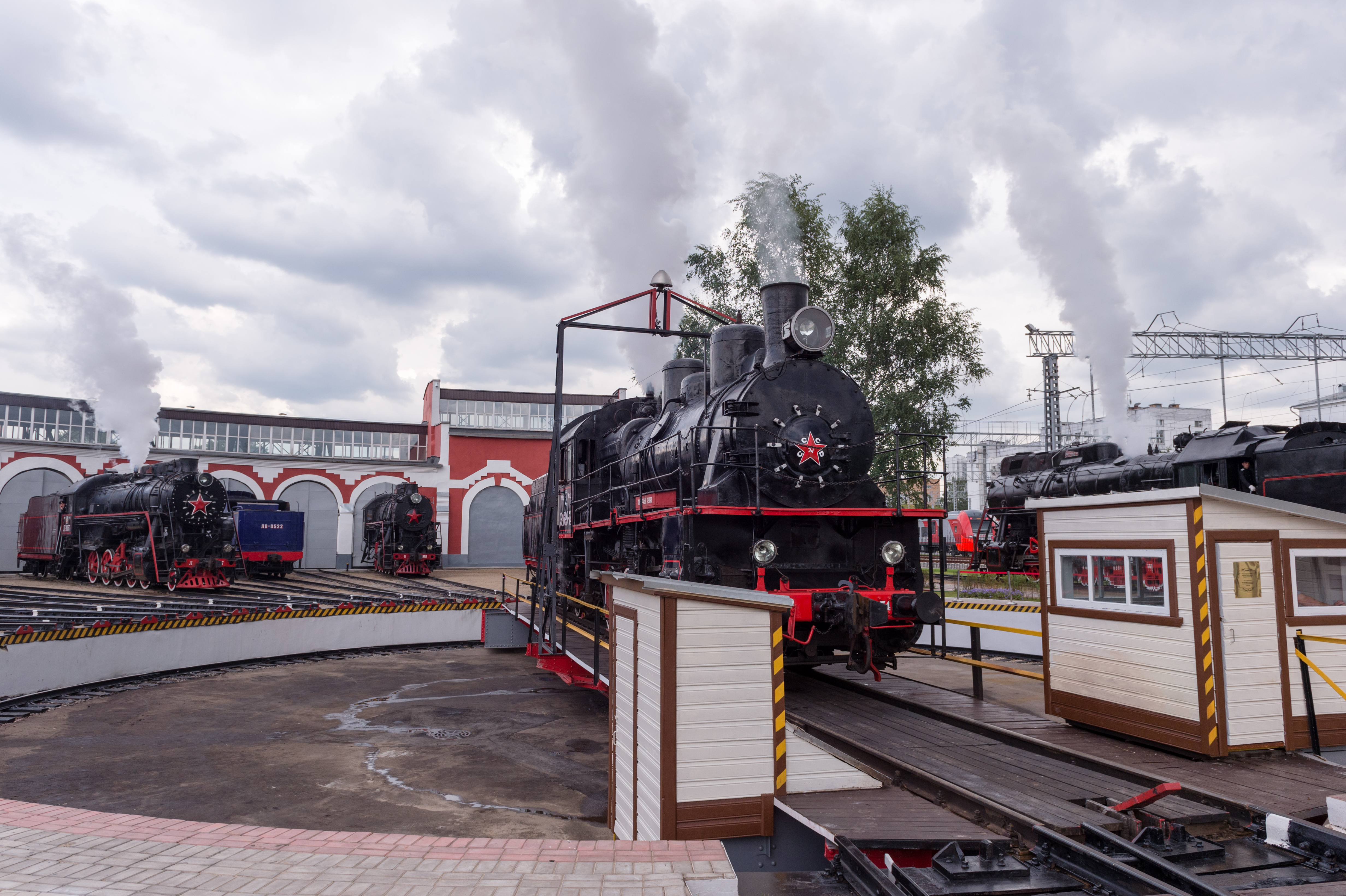
Поворотний круг віяльного депо «Підмосковне»

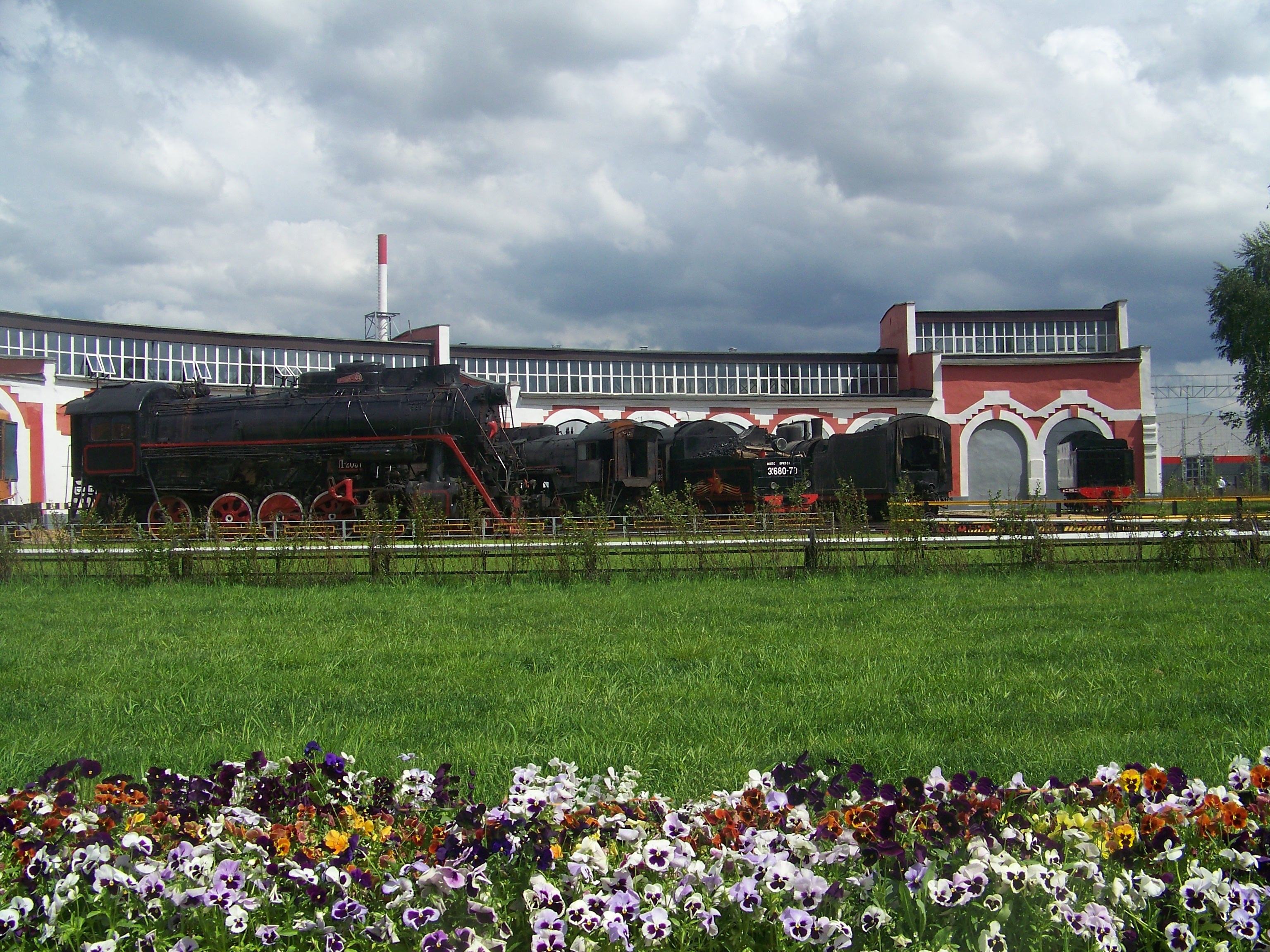
Вид на віяльне депо

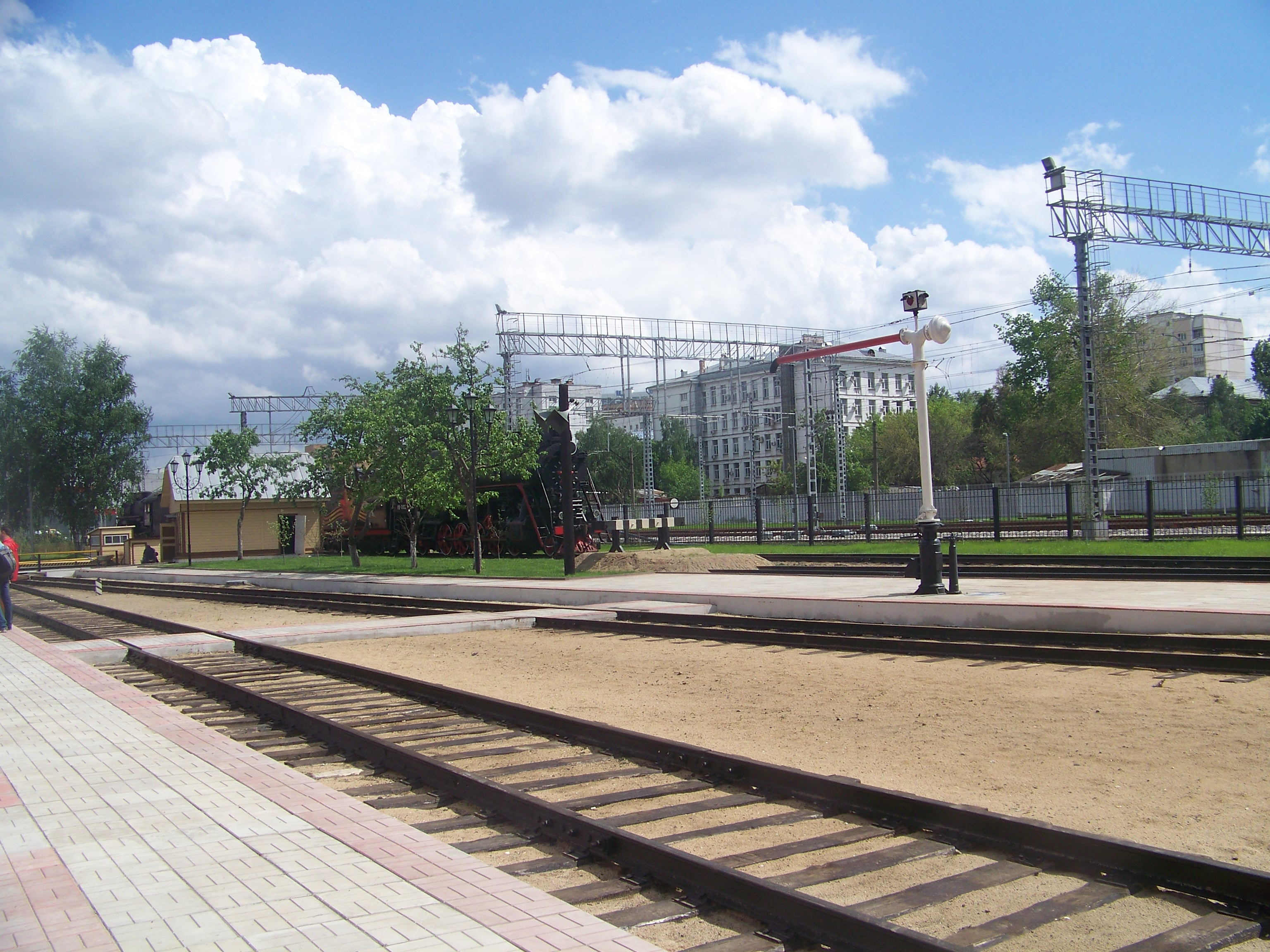
Водорозбірна колонка, перон і будівля вокзалу

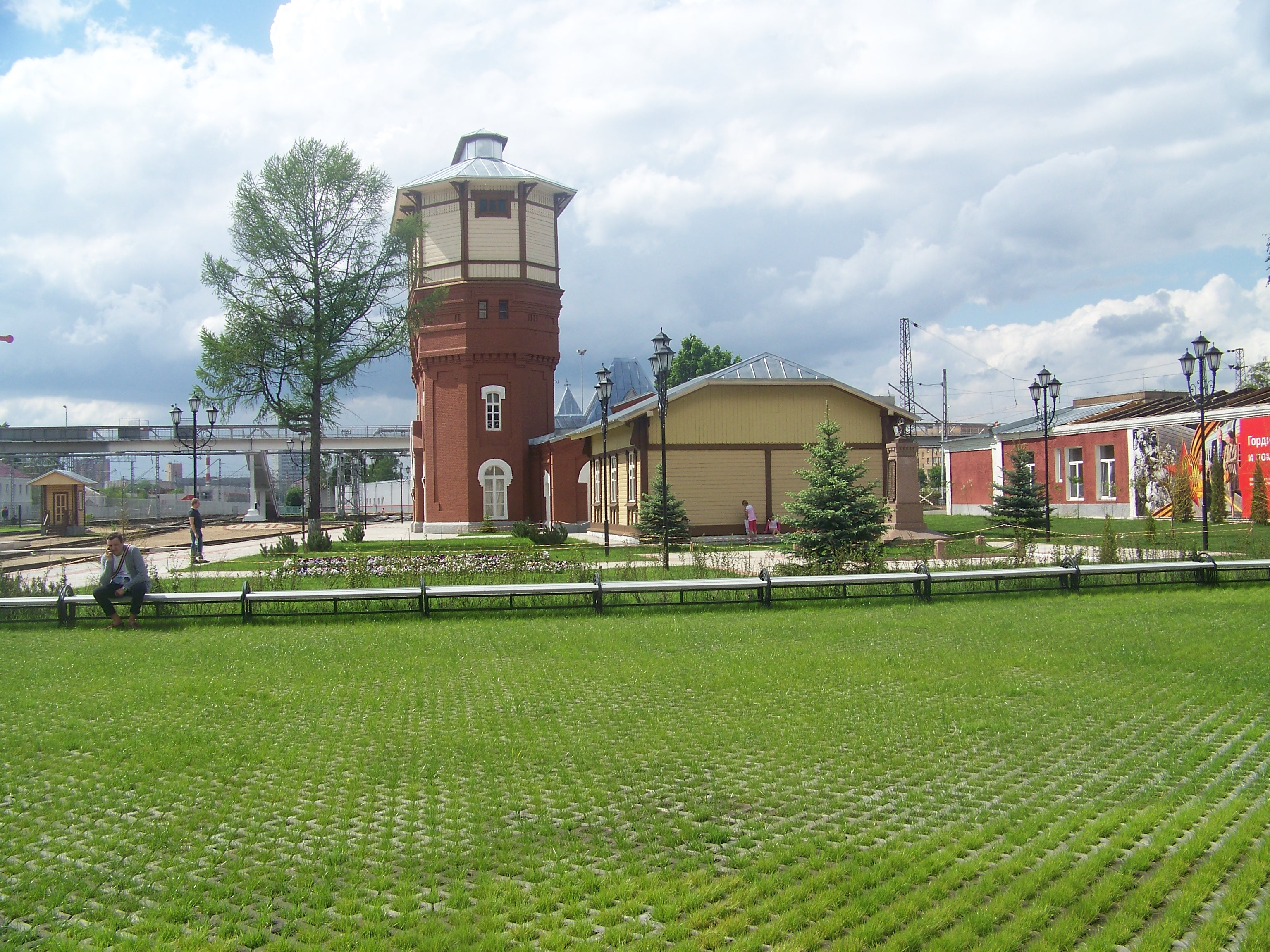
Водонапірна вежа

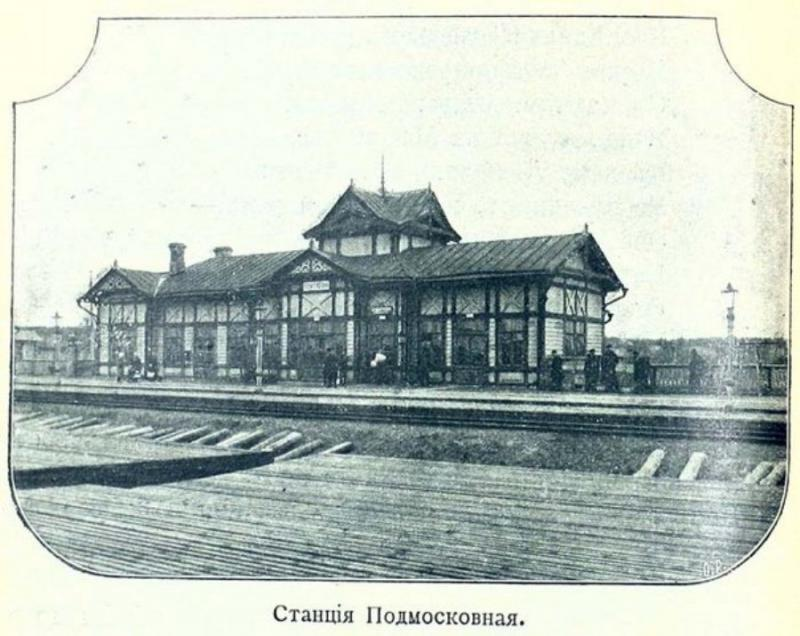
Станція Підмосковна

### Інфраструктура
Залізничні колії прямують від станції в трьох напрямках: від західної горловини станції вздовж вулиці Костянтина Царьова на Мале кільце МЗ до станції Срібний Бор, а також в сторону Ржева і Москва-Ризька (Ризьким напрямком МЗ).
В межах станції Підмосковна знаходяться пасажирські платформи приміських поїздів Червоний Балтієць, Стрешнєво (тільки колія і платформа в бік області) і Покровсько-Стрешнєво (тільки колія і платформа в бік області). Вхідний світлофор по правій колії з області знаходиться відразу на схід від Стрешнєво, а іншою колією на захід від Покровсько-Стрешнєво через примикання під'їзної колії.
У нині закритої платформи Покровсько-Стрешнєво до недавнього часу існував колійний розвиток, що відносився до станції Підмосковна (раніше була самостійною станцією). Колійний розвиток станції налічує понад 30 колій, не рахуючи колій, що належать до депо.
У платформи Червоний Балтієць на вулиці Космонавта Волкова знаходиться зупинка автобусів № 780 та 323. Від станції можна вийти на Амбулаторний провулок, Другий амбулаторний проїзд, Третій Балтійський провулок і вул. Космонавта Волкова. Найближчі станції метро — «Сокіл», «Войківська».

### Підприємства станції
На станції знаходиться цех ТЧ-18 локомотивного депо імені Ілліча, до 2000-х років — локомотивне депо ТЧ-16 Підмосковна. Рухомий склад — паровози ЕУ, Ем, СО17, ер, Л, ЛВ, П36, ТЕ, 9п, Тепловоз ТГК2. Також на станції базується відновлювальний поїзд. Працює навантажувальний термінал.